# Chamäleon (Spiel)
Chamäleon ist der Titel eine Gesellschaftsspiels des Verlages VSK aus dem Jahr 1990. Das Spiel wurde beim Deutschen Spielepreis 1990 auf Platz 7 gewählt.

## Das Spiel
Chamäleon ist eine Schachvariante. Jeder Spieler hat 4 Spielsteine mit jeweils 4 Symbolen in 4 Farben. Jedes Symbol repräsentiert eine Zugmöglichkeit (Dame, Turm, Läufer, Springer). Das Spielfeld besteht aus 8 mal 8 Feldern, die ebenfalls in den 4 Farben gekennzeichnet sind. Das gültige Symbol ist bei jedem Stein jeweils dasjenige, welches die gleiche Farbe hat, wie das Feld, auf dem der Stein steht. Dieses Symbol gibt an, wie der Stein im nächsten Zug ziehen kann. Der Stein wechselt also – wie ein Chamäleon – in Abhängigkeit von der Farbe des Untergrundes seine Eigenschaften.
Jeder der bis zu 4 Spieler hat am Anfang 4 Steine. Wer als letzter noch Steine hat, gewinnt das Spiel. Geschlagen wird wie bei Schach. Der besondere Spielmechanismus ist die Verkleinerung des Spielfeldes. Immer wenn eine Reihe am Spielfeldrand unbesetzt ist, verkleinert sich das Spielfeld. Dadurch bleibt das Spiel sehr schnell und es gibt auch immer einen Sieger.

## Geschichte
Autor von Chamäleon ist Wolfgang Großkopf, ein Spieleerfinder aus Erfurt. Wolfgang Großkopf erfand in den 70er und 80er Jahren Chamäleon und über 20 anderer Spiele. In der DDR gab es jedoch keinen Verlag, der Autorenspiele veröffentlichte. Zwar gab es in der DDR eine Spieleproduktion. Jedoch galt im Sozialismus nicht Qualität oder Originalität der produzierten Spiele, sondern allein die Menge als Erfolgskriterium (Tonnenideologie). Und in den wenigen Fällen, in denen Spiele verlegt werden konnten, war die Qualität unzureichend. Wolfgang Großkopf gelang es, in der DDR sein Spiel „Train“ (später „Labyrinth“) zu verlegen. Da es sich um ein Legespiel handelte, kam es dort sehr auf die Passgenauigkeit der Elemente an. Diese waren aber ungenau gearbeitet, so dass sich nie ein durchgehender Pfad ergab und das Spiel damit nicht wirklich spielbar war. Es wurde dennoch bis 1984 produziert.
Erst nach der Wende konnte das Spiel Chamäleon einer breiten Öffentlichkeit vorgestellt werden. Karsten Ratzke, Student aus Frankfurt am Main lernte im März 1990 Wolfgang Großkopf kennen und gründete gemeinsam mit Robert Latka, Axel Gesinn und Wolfgang Schmitt den Verlag VSK. Bereits zur Spielemesse Essen im Oktober 1990 erschien Chamäleon als erstes Spiel des Verlages. Um die Produktion in der Kürze der Zeit zu ermöglichen, erschien die erste Auflage als Röhrenspiel. Die 1992 erschienene zweite Auflage wurde dann in einer konventionellen Spieleschachtel veröffentlicht.

## Auszeichnungen
Das Spiel erreichte 1990 Platz 7 der Bestenliste zum Deutschen Spielepreis.